# Lodewijk De Vocht
Gummarus Ida Ludovicus (Lodewijk) De Vocht (født 21. september 1887 i Antwerpen, død 27. marts 1977 i Gravenwezel, Belgien) var en belgisk komponist, dirigent, lærer og rektor.
De Vocht studerede komposition og direktion på det Kongelig Flamske Musikkonservatorium i Antwerpen hos bl.a. Lodewijk Mortelmans.
Han blev senere lærer for denne institution i komposition og direktion, og senere rektor. Han har skrevet 2 symfonier, orkesterværker, korværker, koncertmusik, vokalmusik etc. Han grundlagde senere koret Koninkljke Chorale Caecilia, og var dirigent i Katedralen i Antwerpen.

## Udvalgte værker
- Symfoni nr. 1 (1932) - for kor og orkester
- Symfoni nr. 2  (i en sats) (19?) - for orkester
- Violinkoncert (1944) - for violin og orkester